# Jules Hercule Mériadec de Rohan, prince de Guéméné

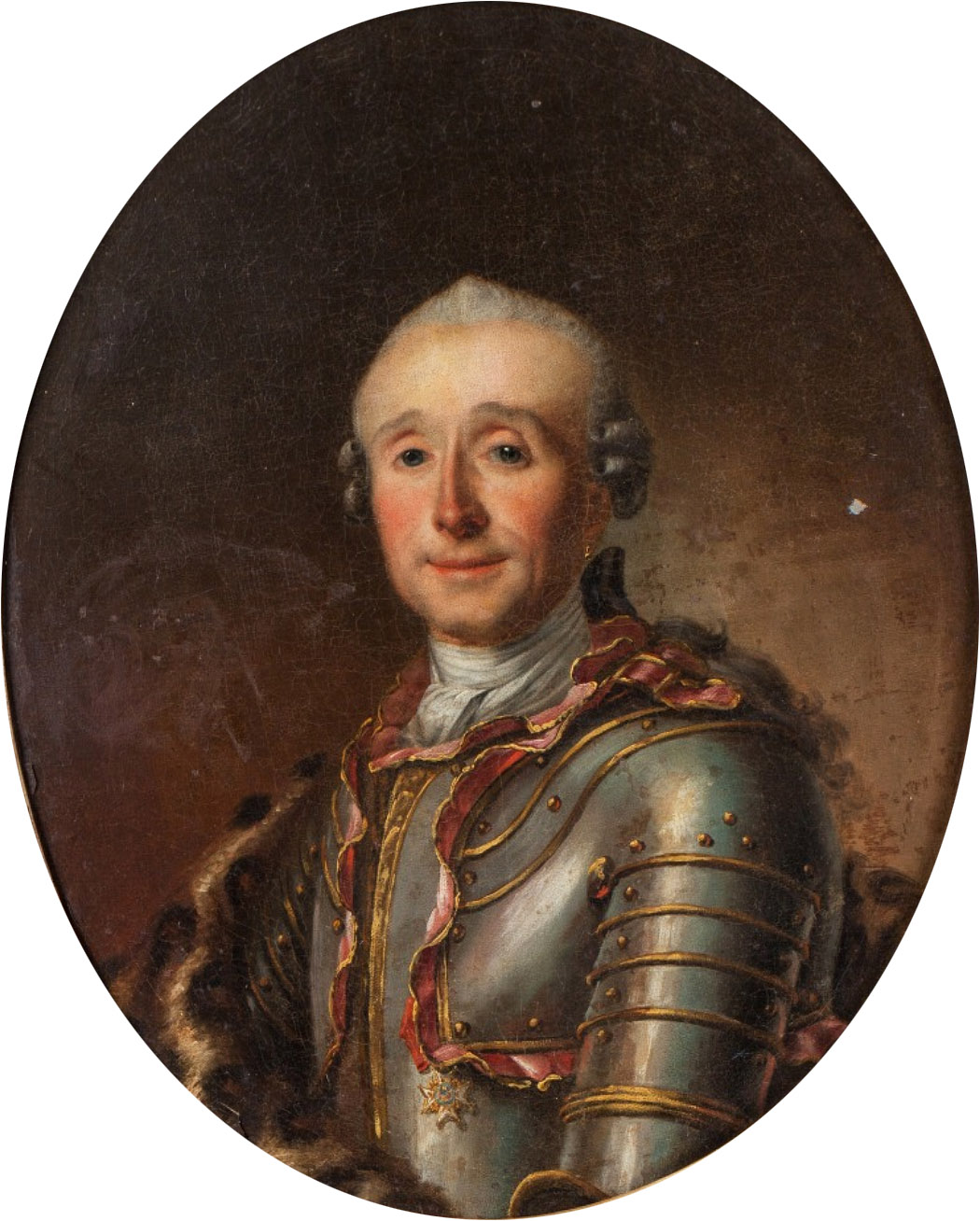
Jules Hercule Mériadec de Rohan, Gemälde von J. J. Heinsius

Jules Hercule Mériadec de Rohan, 7. Herzog von Montbazon und 8. Prince de Guéméné (* 25. März 1726 in Paris; † 10. Dezember 1800 in Carlsbourg) war ein französischer Regimentsinhaber und General, Prince étranger und Pair von Frankreich.

## Herkunft
Rohan stammte aus dem gleichnamigen Adelsgeschlecht, das einen erheblichen Einfluss auf die Geschichte Frankreichs hatte und eine der mächtigsten Familien in der Bretagne war. Ihre Mitglieder trugen außerdem den Rang Prince étranger.
Seine Eltern waren Hercule Mériadec de Rohan-Guéméné (1688–1757), ein französischer Aristokrat, Herzog von Montbazon, Fürst von Guéméné und Pair von Frankreich und Louise de Rohan (1704–1741), Tochter von Hercule Mériadec de Rohan-Soubise. 
Seine jüngeren Brüder waren Louis-Armand-Constantin de Rohan (1732–1974), Vice-amiral ès me du Levant, Louis René Édouard de Rohan-Guéméné (1734–1803), der „Kardinal de Rohan“ genannte Fürstbischof von Straßburg, und Ferdinand Maximilien Mériadec de Rohan-Guéméné (1738–1813), Geistlicher und Kaplan der Kaiserinnen Josephine und Marie Louise.

## Biografie
In jungen Jahren wurde er zunächst „Prince de Montbazon“ genannt, bevor er 1757 das Erbe seines Vaters antrat und Duc de Montbazon und Prince de Guéméné wurde. Den 1749 angelegten Titel des „Prince de Rohan“ behielt er sein ganzes Leben lang, auch nachdem er 1757 den Titel des Duc de Montbazon geerbt hatte, von dem er kurz vor seinem Tod im Jahre 1788 zurücktrat.
Ab 26. Mai 1745 war er Inhaber des Linieninfanterie-Regiments Rohan-Montbazon, bis er am 1. April 1759 zum Maréchal de camp befördert wurde. In seiner soldatischen Laufbahn brachte er es bis zum Rang eines Lieutenant-général des armées du roi.

## Familie und Nachwirken
1743 heiratete er Marie Louise de La Tour d’Auvergne (1725–1781), bekannter als Madame de Guéméné, eine Tochter von Charles Godefroi de La Tour d’Auvergne, Herzog von Bouillon, und Maria Karolina Sobieska, von der er einen Sohn bekam, Henri Louis Marie de Rohan (1745–1809), den späteren 9. Prince de Rohan-Guéméné. Das Paar logierte in Paris insbesondere in ihrem Familienpalast, dem Hôtel de Rohan-Guémené, das sich am Place des Vosges Nr. 6 befand. Marie Louise de La Tour d’Auvergne wurde die offizielle Erzieherin der Kinder des Königs Ludwig XVI.
Jules Hercule Mériadec de Rohan zeichnete sich ebenso wie seine Frau, als Tochter des Herzogs von Bouillon, durch glanzvolle Festlichkeiten, die Pracht seines Palastes und durch überbordende Verschwendung aus. Der finanzielle Aufwand war so immens, dass das Paar 1783 einen skandalösen Bankrott verursachte: Die Schulden beliefen sich auf 33 Millionen Livre, deren Abwicklung den ganzen Familienzweig belastete und erst im Jahr 1792 abgeschlossen werden konnte. Der Prince de Guéméné fiel in Ungnade, seine Frau musste ihre Aufgabe bei Hofe abgeben.
Sein Sohn Henri Louis und dessen Familie (Schwiegertochter und Enkelkinder) flohen vor der Französischen Revolution nach Böhmen und gründeten die österreichische Linie der Rohan, die das Schloss Sychrov erwarb. Seine Frau Marie Louise, die Princesse de Guéméné, wurde jedoch 1793 guillotiniert. Jules Hercule Mériadec de Rohan selbst hingegen starb am 10. Dezember 1800 in Belgien im Alter von 74 Jahren.

## Nachkommen
- Henri Louis Marie de Rohan, Duc de Montbazon, Prince de Guéméné (* 31. August 1745; † 24. April 1809)[5]; ⚭ 1761 Victoire Armande Josephe de Rohan (1743–1807).[6] Das Paar hatte Nachkommen, etwa:
  - Louis Victor Mériadec de Rohan (* 1766 Versailles; † 1846 Sychrov), kaiserlich-österreichischer Feldmarschallleutnant; ⚭ 1800 Berthe de Rohan (1782–1841), ohne Nachkommen
  - Jules Armand Louis de Rohan (* 20. Oktober 1768; † 13. Januar 1836); ⚭ 1800, geschieden 1805, Wilhelmine Biron von Kurland, Duchesse de Sagan, ohne Nachkommen
- Charles Godefroi Sophie Jules Marie de Rohan (* 28. Juli 1748; † Dezember 1748) illegitimer Nachfahre